# Boița (okręg Sybin)
Boița – wieś w Rumunii, w okręgu Sybin, w gminie Boița. W 2011 roku liczyła 1460 mieszkańców.